# Zvonimir Knezović
Zvonimir Knezović (Požega, 17. kolovoza 1949.), hrvatski liječnik i visoki vladin dužnosnik

## Životopis
Rođen u Požezi. Studirao u Zagrebu. Diplomirao na Filozofskome fakultetu psihologiju 1974. godine. Od 1979. radi na Filozofskom fakultetu na Katedri za opću psihologiju Odsjeka za psihologiju. Doktorirao na istom fakultetu 1985. godine. 1997. je postao izvanredni, a od 2003. redoviti profesor.
Predavao sistematsku psihologiju na Filozofskom fakultetu u Zagrebu. 
Vanjski suradnik vojnih studijskih programa na Sveučilištu u Zagrebu. Predaje Razvojnu psihologiju na studiju Predškolskog odgoja Fakulteta prirodoslovno-matematičkih i odgojnih znanosti Sveučilišta u Mostaru.
Područje znanstvnoeg interesa su u području ličnosti, psihologija kriminalnog ponašanja, metodološki aspekti konstrukcije upitnika i testova, prijenos informacija, psihološke posljedice ratnih trauma te razvoj i primjena interdisciplinarnih psihosocijalnih programa. Od 1990-ih bavi se praktičnim problemima stradalnika Domovinskog rata.
Aktivan u vladinim ustanovama. U MORH-u aktivan od od 1991. godine. Suutemeljitelj i prvi ravnatelj Odjela za psihologiju u MORH-u. Predstojnik Ureda za žrtve rata Vlade RH od 1994. do 1998. godine.

## Djela
- Psihološke karakteristike osuđenih osoba: evaluacija dijagnostičkih postupaka  (suautor)[2]
- Hrvatski psihosocijalni program (ur.: Zvonimir Knezović, Blaženka Gogić i Dubravka Kocijan Hercigonja)[5]

## Vanjske poveznice
- Hrvatska znanstvena bibliografija